# Lista de Membros Correspondentes da Academia Brasileira de Ciências Empossados em 1991
Esta lista contém os nomes dos membros correspondentes da Academia Brasileira de Ciências empossados em 1991. 
| Imagem | Nome                | Datas de nascimento e falecimento | Local de nascimento | Área de especialização | Alma mater | Data de posse       | Conhecido por | Referências |
| ------ | ------------------- | --------------------------------- | ------------------- | ---------------------- | ---------- | ------------------- | ------------- | ----------- |
|        | John Campbell Brown | 04 de fevereiro de 1947           | Escócia             | Ciências Físicas       |            | 26 de março de 1991 |               | [ 2 ]       |